# Michael Müller (cantautor)
Michael Müller (Amberg, 3 de dezembro de 1975 — 30 de maio de 2009) foi um cantautor alemão da extrema-direita. Müller foi casado com a cantora Annett Müller e viveu em Bad Lauterberg im Harz. Ele morreu na noite de 30 de maio de 2009 de uma hemorragia cerebral em consequência de câncer.

## Orientação política
Müller participou desde 1997 em diversas reuniões nacionais e regionais de extremistas da direita. Desde 2000 era listado pelo Bundesamt für Verfassungsschutz (Ofício Federal para a Proteção da Constituição) como "cantor e compositor da direita." No Relatório de Proteção Constitucional 2005, Müller e sua esposa foram listados entre os artistas dos extremistas mais populares em 2005. Em 2008 foi candidato do Partido Nacional Democrata Alemão nas eleições para o Landtag do estado Baixa Saxônia.

## Estilo musical
Suas músicas combinam músicas de rock e guitarra com textos nacionalistas e mitológicas-germânicas.

## Discografia
- Ritter des neuen Reiches (2003)
- Revolution (2003)
- Wie stark der Feind auch sei (2004, indexado[4])
- Faktor Deutschland (junto com sua esposa Annett Müller)
- Aus dem Vergessen (2006)
- Höllenbrut (2006)
- Zurück von den Toten! (2008, indexado[5])